# Doug Stegmeyer
Doug Stegmeyer (* 23. Dezember 1951 in New York City; † 25. August 1995 ebenda) war ein US-amerikanischer Rockmusiker, der vor allem als langjähriger Bassist von Billy Joel bekannt wurde.

## Karriere
Auf der High School traf Doug Stegmeyer auf Russell Javors und Liberty DeVitto, mit denen und Howard Emerson er zusammen die Band Topper gründete. Die Gruppe trat in den 1970er Jahren mit Songs auf, die Javors geschrieben hatte. Während dieser Zeit wurde Billy Joel auf Topper aufmerksam. Da Joel für seine Streetlife Serenade Tour einen Bassisten benötigte, lud er Doug Stegmeyer ein, in seiner Band zu spielen. Dieser überredete daraufhin Javors und DeVitto, ebenfalls für Joel zu spielen, sodass Topper zu The Billy Joel Band wurde. Doug Stegmeyer gehörte der Formation von 1976 bis 1989 an. Außerdem war er an Produktionen von Debbie Gibson und Hall & Oates beteiligt.
Am 25. August 1995 beging Stegmeyer in seiner Geburtsstadt New York Suizid.

## Diskografie
- Billy Joel:
  - 1976: Turnstiles
  - 1977: The Stranger
  - 1978: 52nd Street
  - 1980: Glass Houses
  - 1981: Songs In The Attic
  - 1982: The Nylon Curtain
  - 1983: An Innocent Man
  - 1986: The Bridge
- Debbie Gibson
  - 1990: Anything Is Possible
- Hall & Oates
  - 1990: Change Of Season